# 솔튼페이퍼
솔튼페이퍼(SALTNPAPER, 1984년 9월 14일 ~ )는 힙합 가수 및 싱어송라이터이자, 에픽하이의 명예 멤버이다. 많은 힙합 가수의 앨범에 피처링으로 참여하였다. 영문 이름은 마이클 김(Michael Kim), a.k.a는 MYK, 본명은 김윤민이며, 디자이너 김영세의 아들이다. 소속사는 드림팩토리이며, 맵더소울 크루에 소속되어 있다.
2010년 12월 15일, 첫 솔로 음반인 Lost in Translations EP를 발매하였다.

## 배경

### 과거 및 맵더소울 (2003 ~ 2009)
미국 캘리포니아주 베이 에어리아에서 자랐으며 고등학교 시절에 아버지인 김영세에게 기타를 배우고 어머니에게 피아노를 배우면서부터 음악을 시작하기 시작했다. 이후 고등학교 친구와 후배들로 같이 구성한 록밴드 위크엔드 세쉬의 리드보컬 및 래퍼로서 2003년 쌈지 사운드 페스티벌에 참여하는 등 활발하게 활동하였다.
밴드가 해산한 후 한국으로 돌아와 에픽하이의 타블로를 소개 받고 친해져 미쓰라 진에게 한국어를 배우는 등에픽하이의 정규 3집 Swan Songs의 〈그녀는 몰라〉, "Follow the Flow", "Bone Us_Elements"로 참여하기 시작하면서 다른 힙합 아티스트들의 음반에 참여하였다. 2009년 3월, 맵더소울 설립 직후 설립 멤버 및 에픽하이의 명예멤버로 魂 : Map the Soul에 참여하였으며 이어 에픽하이의 월드 투어에 참여하는 등 활발한 활동을 시작했다. 또한 에픽하이의 6집 (e)에 피쳐링 및 작곡가로 참여하였고 2009년 10월엔 타블로 형인 데이브가 진행하는 《스타 잉글리시》에 출연하였으며, 타블로, 미쓰라 진과 Dok2의 음반인Thunderground EP에, 플래닛 쉬버의 Momentum에도 참여하였다.

### 본격 활동(2009 ~ )
현재 자신의 솔로 음반인 Lost In Translations을 작업하고 있다고 밝혔다. 그러나 맵더소울이 합병된 이후 잘 알려지지 않았다가 힙합플레이야를 통해 공연을 전개하였으며 자신이 참여한 공연장에서 Lost in Translations EP의 데모를 한정 판매하였다. 또한 여러 아티스트의 곡에 피쳐링으로 참여하는 등 계속해서 활동하였다.
2010년 11월, 음반의 발매가 임박했음을 알렸다. 11월 말로 발매 예정되어 있다 이후 미뤄졌고 12월 15일, 자신이 전곡 작사 및 작곡한 첫 번째 솔로 음반 Lost in Translations EP가 힙합플레이야와 아이튠즈를 통해 음반을 발매하였다.
2013년 4월 10일 드림팩토리로 이적 후 첫 싱글 Lovestrong (Feat. Tablo)을 발매했다. 2013년 4월 15일 Lovestrong이 포함된 음반 SALTNPAPER Mini Album을 발매했다.

## 음반
- 2010년 Lost in Translations EP
- 2013년 LoveStrong
- 2013년 Saltnpaper Mini Album

### 참여

#### 곡
- 2007년 다이나믹 듀오 (인터넷 공개 음원) 〈동전 한 닢(Remix)〉
- 2007년 유로피안 재즈 트리오 - "Night Train"
- 2007년 타블로 & MYK "Free Music" (인터넷 공개 번개송)바로가기 보관됨 2013-02-18 - 웨이백 머신
- 2009년 MYK "Sad Vision" (인터넷 공개 번개송) 바로가기
- 2009년 타블로 & MYK "Freestyle @ Dok2's House" 바로가기
- 2009년 타블로 & MYK - "For the Kids" 바로가기
- 2010년 타블로 & MYK - "S.O.B. (Shittin' On Beats)" 바로가기
- 2012년 MYK & 시로스카이 - Adaptation(Free EP album) 바로가기
- 2013년 10월 23일 에픽하이 - "420 (Feat. Double K, Yankie, Dok2, MYK, Sean2slow, Dumbfounded, Topbob)"
- 2014년 10월 21일 에픽하이 - "신발장 (Feat. MYK)"

#### 참여 음반
- 2005년 에픽하이 Swan Songs
- 2007년 지기 펠라즈(Jiggy Fellaz) - Xclusive
- 2007년 강균성 A Path of Love
- 2008년 미스틱 퍼즐 Mystic Puzzle Land
- 2008년 페니 Alive Soul Cuts Vol. 1
- 2008년 다이나믹 듀오 Last Days
- 2009년 에픽하이 북앨범 魂: Map the Soul
- 2009년 케로 원 Early Believers
- 2009년 에픽하이 X 플래닛 쉬버 Remixing The Human Soul
- 2009년 에픽하이 [e]
- 2009년 Dok2 Thunderground EP
- 2009년 플래닛 쉬버 Momentum
- 2010년 케로 원 Kinetic World
- 2010년 얀키 The Wind Breaker
- 2014년 에픽하이 8집 신발장